# 黎巴嫩护照
黎巴嫩護照是由黎巴嫩政府向該國公民簽發的旅行證件，以供其在外國出入境之用，並作為其中一種國籍證明文件。
黎巴嫩護照在全球有效，並可按相關簽證要求在各國出入境。
目前，此護照由黎巴嫩安全總局簽發，而法國國家印務局獲委託印製空白護照本。

## 歷史
黎巴嫩於1943年脫離法國獨立，但該國護照要到翌年才開始簽發。
從1990年至今，黎巴嫩護照歷經三個版本，目前簽發的是2016年版本。

### 1990年版護照
1990年版本的黎巴嫩護照封面為酒紅色。而內頁則採用綠色水紙，並設有32頁，個人資料全部並非可機讀格式。
由於新版本護照面世，1990年版普通護照已於2003年4月11日後停止簽發。至於已簽發的該版本護照，則可使用至有效期屆滿，或2015年11月23日（只適用於外交及公務護照，因ICAO自翌日起不再承認非可機讀護照而失效）為止，以較早者為準。

### 2003年版護照
2003年4月12日，安全總局開始發行新一代的護照，是為2003年版護照，僅有普通護照，而公務及外交護照仍為舊版。
與上一個版本比較，封面改用深藍色，而圖文佈局相若。在內頁方面，則由原先的32頁增至48頁，並新增24頁的選擇；此外，資料亦改為可機讀格式。
相比上一個版本，2003年版護照改用具漸變效果的紅、黃、綠三色水紙，並且在中央印有黎巴嫩名勝的圖案。
此版本護照在國內一直簽發至2016年7月31日為止，並可一直使用至有效期滿為止。至於在駐外使領館申請護照的人士，仍然會獲發此版本護照。

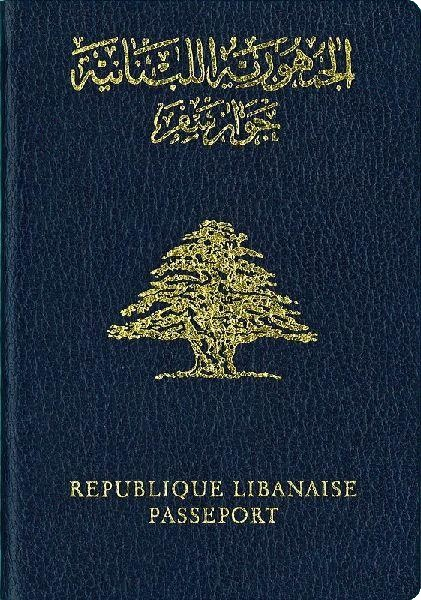
2003年版的黎巴嫩護照

### 2016年版護照
黎巴嫩安全總局於2012年起與黎巴嫩印刷公司為首聯合體合作，開發新一代生物特徵護照（即2016年版護照），合約價值1.4億美元，當時預期於2016年7月推出。
及後，2016年版護照分兩個階段開始簽發：於2015年1月15日開始，當局率先發行新版外交及公務護照，以解決1990年版相關護照將全數失效的問題；而普通護照要到翌年8月1日才開始簽發，較原定的發行時間遲一個月。
與上一個版本比較，此版本的封底加入了晶片，並採用了各種新防偽技術；另外，封面設計亦有所改變。在內頁方面，護照頁數改為48或52頁，並以螢光墨水印上黎巴嫩名勝。

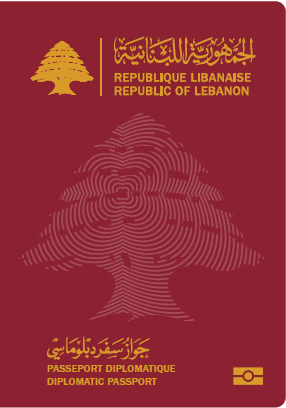
現行版本外交護照封面
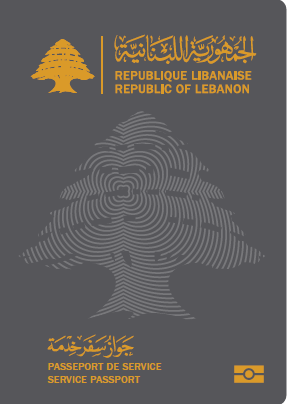
現行版本公務護照封面
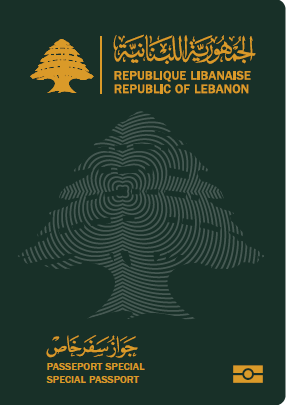
現行版本特別護照封面
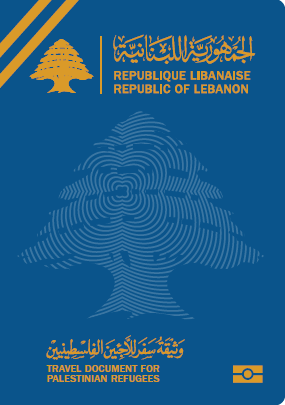
現行版本難民旅行證封面

## 類別
現行的黎巴嫩護照分為五個類別：
- 普通護照（深藍色）：簽發予一般公民。
- 特別護照（綠色）：簽發予指定非公職人員，但只適用於特別情況，主要有以下類別：
  - 緊急護照：供在外遺失護照公民回國之用，僅限使用一次。
  - 臨時護照：供有緊急需要出國、但未及申領護照的公民使用，只設8頁，有效期六個月。
  - 集體護照：供旅行團及團體成員（例如學校師生）出國之用，僅限使用一次，有效期三個月。
  - 外國人護照：簽發予沒有黎巴嫩國籍人士。
- 公務護照（灰色）：簽發予需要出國公幹的公務員，以及非外交官職系的駐外機構人員。
- 外交護照（紅色）：簽發予外交官及內閣成員作公幹之用。
- 難民旅行證（藍色）：簽發予國內居住的巴勒斯坦難民[9]。

## 申請程序
申領黎巴嫩護照的手續均在櫃枱進行，亦可於黎巴嫩駐外使領館辦理。在遞交申請時，必須遞交以下文件及費用：
- 已填妥的申請表
- 近照（需符合指定規格）
- 身份證（3歲及以上）或黎巴嫩出世紙（3歲以下）
- 護照費用

截至2020年，辦理護照費用如下：
- 1年期：60,000L.L.（難民旅行證費用相同）
- 3年期：200,000L.L.（難民旅行證：180,000L.L.）
- 5年期：300,000L.L.
- 10年期（只限18歲或以上人士申領）：500,000L.L.

值得注意的是，只有安全總局在國內的服務點辦證，才會簽發現行生物特徵護照，而駐外使領館只會簽發2003年版護照。

## 護照內容

### 個人資料頁
個人資料頁欄目同時以阿拉伯語、法語及英語標註，並包括以下內容：
- 相片
- 證件類別（P/PD/PO）
- 國家代碼（LBN）
- 姓名
- 護照編號（RL或LR加六位數字）
- 性別
- 國籍（لبناني/Libanais/Lebanese）
- 生日
- 出生地
- 簽發日
- 到期日
- 護照註冊號
- 簽發機構（D.G.G.S.，即安全總局）
- 機讀區

### 請求頁
請求頁內容如下：
阿拉伯語：
|  |

法語：
|  |

英語：
|  |

中文語意如下：
| 黎巴嫩共和國以總統及安全總局局長名義，茲請各相關方准予持照人通行無礙、不受遲延，並在需要時予以法律協助或保護。 |

### 簽證頁
現行護照頁數為48頁，而在主動要求下可獲發52頁的頻繁旅客護照，無需繳納額外費用。至於部分特別護照類別，則只設有8頁。

## 旅行待遇
根据2025年1月8日发布的亨利护照指数，黎巴嫩护照可免签证、落地签证或电子签证入境45个国家和地区，位居世界第95。

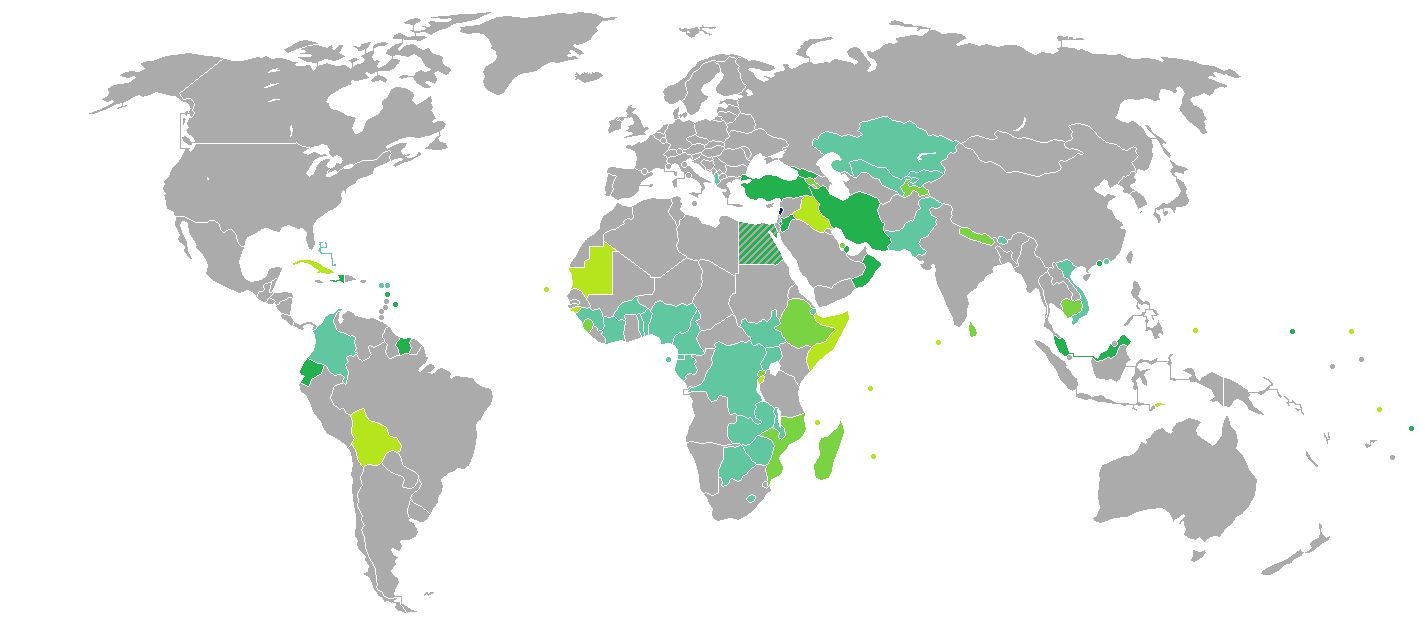
黎巴嫩普通護照簽證要求
黎巴嫩
免簽證
落地簽證
電子簽證
需要簽證